# Tony Calabretta
Tony Calabretta est un acteur québécois né le 2 avril 1961 à Montréal, au Québec (Canada).

## Filmographie
- 1997 : Omertà II - La loi du silence (feuilleton TV) : Louis Russo
- 1997 : Strip Search : Colt
- 1998 : Musketeers Forever : Falconetti
- 1998 : The Ghosts of Dickens' Past : Cabby
- 1998 : Le Dernier Templier (The Minion) : Dispatcher
- 1998 : La Déroute : Nick
- 1999 : The Witness Files : Paulie Ranguso
- 1999 : Omertà, le dernier des hommes d'honneur (série télévisée) : Louis Russo
- 1999 : The Patty Duke Show: Still Rockin' in Brooklyn Heights (TV) : Normann
- 1999 : Bonanno: A Godfather's Story (TV) : Joe Masseria
- 1999 : Les Hommes de main (The Collectors) (TV) : Barnes
- 2000 : Le Fantôme de Sarah Williams (Waking the Dead) : Sonny Marchi
- 2000 : Audrey Hepburn, une vie (The Audrey Hepburn Story) (TV) : Ondine Doorman
- 2000 : The Great Gatsby (TV) : Thuggish Butler
- 2000 : Rats and Rabbits : Cabby
- 2000 : Stardom : Bernie Placek
- 2000 : Le Fossile (Two Thousand and None) : Airport Official
- 2000 : L'Art de la guerre (The Art of War) : Detective #2
- 2001 : University (série télévisée)
- 2001 : Varian's War (TV) : Angelo, the Maitre D'
- 2001 : WW3 (TV) : Mr. Poll
- 2001 : Snow in August (TV) : Costello
- 2001 : La Dernière Chance (Within These Walls) (TV) : Kelly
- 2001 : Braquages (Heist) : Coffee Man
- 2001 : Bébé clone (After Amy) (TV) : Reporter #2
- 2001 : Chasing Holden : Gonzalez
- 2001 : Protection : Rudy
- 2002 : Témoin sous protection (Federal Protection) : Pasquale 'Patsy' Dilepsi
- 2002 : The House on Turk Street : Cadillac Owner
- 2002 : Au plus près du paradis : Barman
- 2002 : Liaison obscure (Obsessed) (TV) : Juror #43
- 2002 : Gleason (en) (TV) : Miami Barman
- 2003 : Ciao Bella (série télévisée) : Edwardo Batista
- 2003 : Le Salut (Levity) : Commuter
- 2003 : Regards coupables (Nightlight) (TV) : Det. Zamora
- 2003 : The Last Chapter II: The War Continues (feuilleton TV) : George Ravaneck
- 2003 : Rudy Giuliani: Maire de New York (Rudy: The Rudy Giuliani Story) (TV) : Prosecutor
- 2004 : Bad Apple (TV) : FBI Agent
- 2004 : L'Après-demain (The Day After Tomorrow) : Cabbie
- 2004 : Temps dur (série télévisée) : Bibi Costello
- 2004 : A Year in the Death of Jack Richards : A Grosvernor residant
- 2004 : The Wool Cap (TV) : Enraged Man
- 2005 : 10.5: Apocalypse (TV)
- 2005 : Lies and Deception (TV) : Oscar Ortuso
- 2005 : Les Invincibles (série télévisée) : Jacques Deschamps
- 2005 : Maurice Richard : Frank Selke
- 2007 : Présomption d'innocence (Blind Trust) (TV) : Lt. Nunzio
- 2008 : Punisher : Zone de guerre (Punisher: War Zone) : Saffiotti
- 2008 : Le piège américain : Jack Ruby